# Ramón Mendezona
Ramón Mendezona Roldán (Rosario de Santa Fe, 3 de noviembre de 1913 - Madrid, 14 de junio de 2001) fue un periodista y militante del PCE, también conocido como Pedro Aldámiz (nombre que utilizó en su exilio de España durante el franquismo). 

## Biografía
Hijo de un marino de Mundaca, que desapareció con su barco cuando Ramón tenía corta edad, pasó parte de su infancia en dicha localidad, y más tarde estudió en Logroño.
Militante de las Juventudes Comunistas desde 1931, formó parte de los sublevados en la Revolución de 1934, siendo procesado e internado en la cárcel Modelo de Madrid y liberado tras el triunfo del Frente Popular. También fundó los Coros y la Orquesta Proletarios.
Durante la Guerra Civil fue delegado del Partido Comunista en el frente del Jarama y colaborador en diversas emisoras de radio creadas por el PCE en Madrid. Poco antes de finalizar la guerra, al producirse el golpe del coronel Casado contra el gobierno Negrín, Mendezona fue enviado por el partido a los sótanos del Ministerio de Hacienda, donde tenía su sede el Consejo Nacional de Defensa, creado por Casado para intentar un arreglo que permitiera la continuación del Frente Popular. Su gestión no solo fue inútil, sino que estuvo a punto de no poder salir con vida de allí. Según relataba, Casado le dijo "Mendezona, tiene usted una sonrisita que le fusilaba ahora mismo".
Tras conseguir escapar de Madrid, llegó a Valencia desde donde a bordo de un barco francés llegó a Orán (Argelia francesa). Allí las autoridades francesas le internan en un campo de concentración desde el que, cuando fue puesto en libertad, marchó a la Unión Soviética, donde continuó su trabajo periodístico en la radio.
Trabajó en Radio Moscú y más tarde ejerció el cargo de director de Radio España Independiente (más conocida como "La Pirenaica") durante los últimos 25 de los 31 años de existencia de esta emisora. También colaboró en la revista Mundo Obrero.
Miembro del Comité Central y del Ejecutivo del Partido Comunista de España, en octubre de 1977 regresó a España, aunque no se trasladó definitivamente a este país hasta 1989. Dedicó los últimos años de su vida a difundir la historia y la labor de La Pirenaica, con el objeto de mantener la memoria histórica, y colaboró en la Fundación Dolores Ibárruri.

## Obras
- La Pirenaica. Historia de una emisora clandestina.. Edición del autor. 1981. ISBN 84-300-4786-7.
- La Pirenaica y otro episodios. Ed. Libertarias/Prodhufi. 1995. ISBN 84-7954-249-7.

- Datos: Q4891916